# 洛夫·愛德華·貝拉-奇里沃加
洛夫·愛德華·貝拉-奇里沃加（西班牙語：Raúl Eduardo Vela Chiriboga；1934年1月1日—2020年11月15日）是天主教厄瓜多爾司鐸級樞機及基多總教區榮休總主教。

## 生平
貝拉-奇里沃加於1934年1月1日在厄瓜多爾中部欽博拉索省的首府里奧班巴出生。他於1957年7月28日在里奧班巴教區晉鐸。
他於1972年5月21日首牧，並獲任命為瓜亞基爾總教區輔理主教，領奧薩法領銜教區主教銜。教宗保祿六世於1975年將他任命為阿索格斯教區主教。他於1989年7月8日獲委任為厄瓜多爾軍中教長區教長。
教宗若望·保祿二世於2003年3月21日將他任命為基多總教區總主教。他於2010年9月11日榮休，福士托·嘉俾厄爾·拉維茲·特拉維茲接替成為基多總教區正權總主教。
教宗本篤十六世於2010年11月20日將他擢升為司鐸級樞機，領弗拉米尼亞大道聖母堂區司鐸銜。他曾參與2013年教宗選舉秘密會議，當時選出的是教宗方濟各。